# Clidemia aguilarii
Clidemia aguilarii är en tvåhjärtbladig växtart som beskrevs av Kriebel och Frank Almeda. Clidemia aguilarii ingår i släktet Clidemia och familjen Melastomataceae. Inga underarter finns listade i Catalogue of Life.